# Sint-Alenakerk
De Sint-Alenakerk (Frans: Église Sainte-Alène) is een kerkgebouw in de Belgische gemeente Sint-Gillis in het Brussels Hoofdstedelijk Gewest, dat zich bevindt aan Villalaan 49-51.

## Geschiedenis
De geschiedenis van het gebouw gaat terug tot 1913. Toen werd een ontwerp van Louis Pepermans gehonoreerd. Dit voorzag in een kerk in eclectische stijl met sterk neo-Byzantijnse invloeden. Enkel de pastorie en de crypte werden gebouwd. 
Vanaf 1938 werd gewerkt aan een nieuw ontwerp, waarvan Roger Bastin de architect was. Jacques Dupuis ontwierp de binneninrichting en de dagkapel. De bouw werd vertraagd door de Tweede Wereldoorlog en geldgebrek, maar kwam in 1951 goeddeels gereed. In 1972 werd aan de ingang nog een metalen siermotief aangebracht.
Het gebouw is in een monumentale vooroorlogs modernistische stijl gebouwd. De voorgevel bestaat uit twee monumentale vlakke zuilen, met inspringend voorportaal.

## Interieur
In het interieur vallen enkele grote boogvormige portalen op. Het meubilair en de kunstvoorwerpen zijn overwegend modern, uit de jaren 60. Ook enkele historische kunstvoorwerpen zijn aanwezig, zoals een 18e-eeuws houtsculptuur van Sint-Sebastiaan, een schilderij van Maria met Kind (16e eeuw) en een Doop in de Jordaan (eveneens 16e eeuw). 

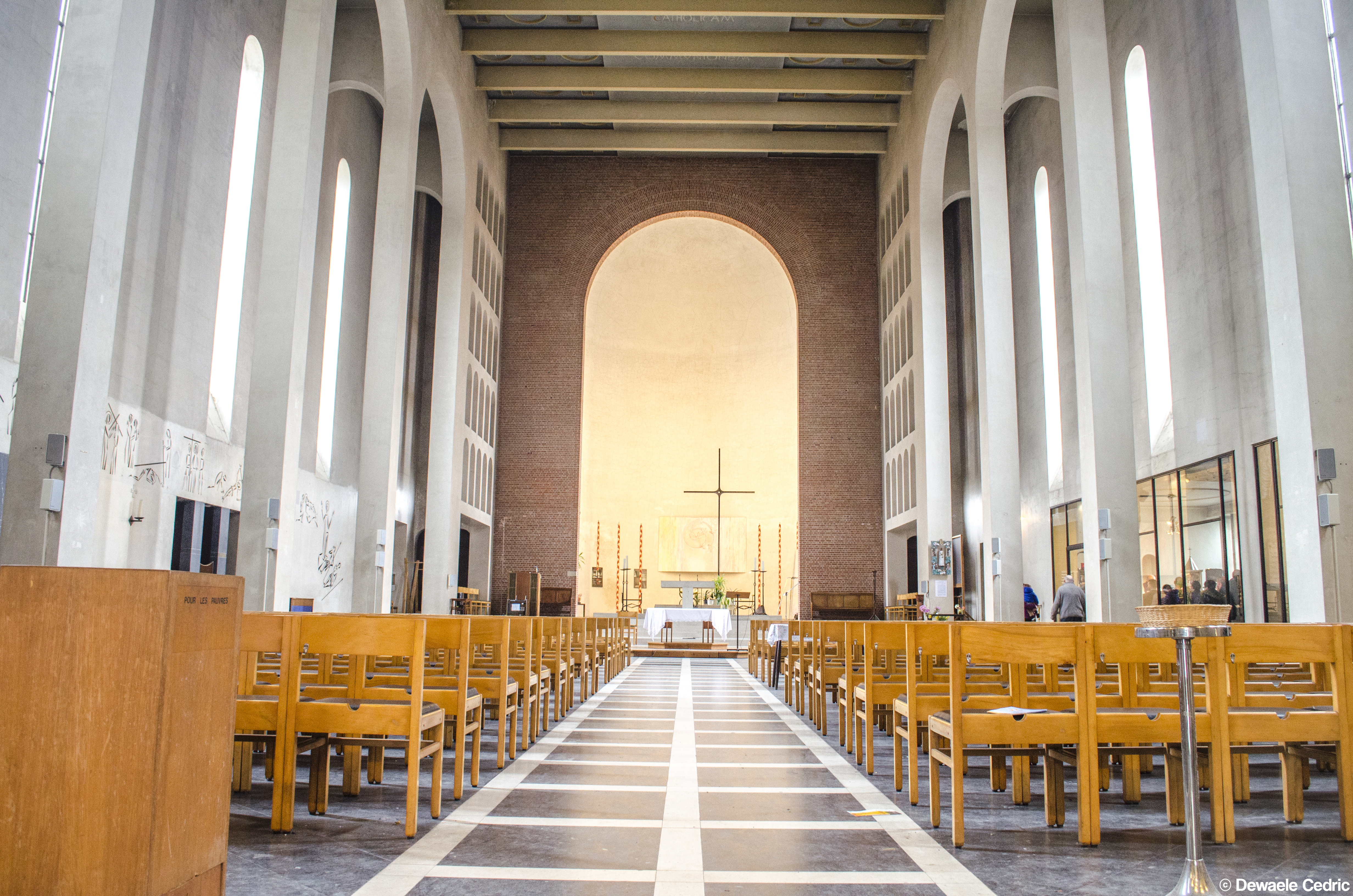
Sint alenakerk interieur

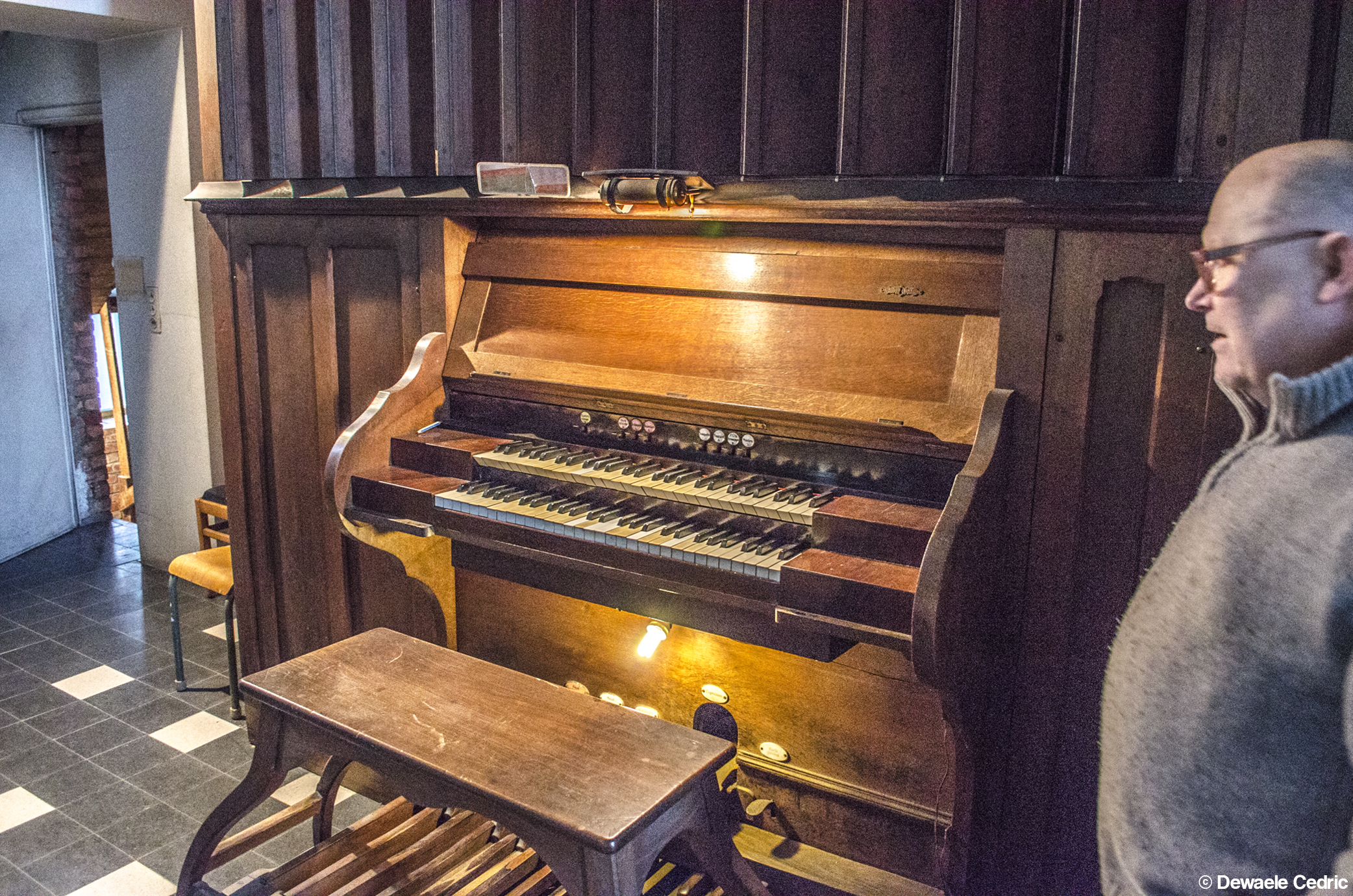
Orgel Sint-Alenakerk

Het orgel is van 1912 en werd gebouwd door Emile Kerkhoff.